# Andrew Wang
Pour les articles homonymes, voir Wang (patronyme).
Andrew Wang (25 décembre 1928, Yancheng - 20 janvier 2015, Londres), de son nom chinois Wang Chuan-pu (汪傳浦), dit aussi Mister Shampoo, est un intermédiaire taïwanais impliqué dans le scandale des frégates vendues par Paris à Taipei en 1991. Il s'est réfugié à Londres après avoir été mis en cause.

## Affaire des frégates de Taïwan
Andrew Wang fut l'agent à Taïwan de Thomson-CSF. Il est soupçonné d'avoir versé des commissions occultes pour corrompre des décideurs français, taïwanais et chinois, dans le cadre de la vente de six frégates à Taïwan (« opération Bravo ») pour un montant d'environ 2,8 milliards de dollars américains (16 milliards de francs) en 1991. Cette vente aurait donné lieu au versement de 500 millions de dollars de commissions occultes pour le seul M. Wang.

## Enquête à Taïwan
- Andrew Wang était recherché par la police taïwanaise depuis septembre 2000. Depuis 2001, la justice taïwanaise souhaitait obtenir son extradition du  Royaume-Uni pour « escroquerie, blanchiment, corruption et meurtre ». Il y était soupçonné d'avoir commandité l'assassinat, en 1993, d'un officier taïwanais, le capitaine Yin, qui enquêtait sur les pots-de-vin versés lors de l'opération Bravo.

- Bien qu'en fuite, il avait pu obtenir en personne auprès des bureaux de représentation de Taïwan au Royaume-Uni et en Suisse l'authentification de certains actes en 2000, 2001 et février 2003.

## Enquête en France
Une instruction judiciaire est ouverte depuis le 22 juin 2001 à Paris et confié aux juges Renaud Van Ruymbeke et Dominique de Talancé.  

## Les comptes suisses
Les juges Renaud Van Ruymbeke et Dominique de Talancé, qui instruisent en France l'affaire des frégates de Taïwan, ont délivré en 2001 une commission rogatoire internationale à la Suisse pour avoir accès aux comptes suisses d'Andrew Wang, près de 700 millions de dollars, bloqués depuis 2001 par les autorités helvétiques. Après quatre ans de recours divers, la Suisse a donné son feu vert le 27 octobre 2005 à la demande française d'entraide judiciaire. 
L'étude des comptes suisses d'Andrew Wang n'a pas révélé l'existence de rétrocommissions. Seules deux séries de versements suspects, dérisoires au regard des sommes en jeu dans ce dossier, ont été mises au jour. 
Les premiers ont été effectués, entre 1991 et 1993, pour 17 millions de dollars, au profit d'un militaire de la marine taïwanaise, le capitaine Kuo Lin-heng, emprisonné à vie à Taïwan pour corruption. L'homme est suspecté d'avoir joué un rôle dans l'assassinat, en décembre 1993, de son supérieur, le capitaine Yin Ching-feng, qui enquêtait sur les dessous de la vente des frégates. 
Une somme de 150 000 dollars a par ailleurs été versée par Andrew Wang en 1994 à l'intermédiaire Étienne Leandri, un proche de Charles Pasqua décédé en 1995. Alain Gomez, l'ex-président du groupe Thomson-CSF, pour lequel agissait Andrew Wang, a reconnu le 15 septembre 2005 devant les gendarmes avoir demandé à Etienne Leandri "de manière officieuse" de fournir de faux passeports à Andrew Wang. 
Des rétrocommissions ont pu être versées à partir d'autres comptes détenus à l'étranger par Andrew Wang.

## L'interview refusée au Figaro
- En août 2004, Serge Dassault, nouveau propriétaire du quotidien Le Figaro, refuse que son journal publie un entretien avec Andrew Wang, l'intermédiaire au centre du système des 500 millions de dollars de commissions occultes entourant la vente de 6 frégates La Fayette à Taïwan en 1992 (Affaire des frégates de Taïwan). Cet entretien fut finalement publié par le journal Le Point le 9 septembre 2004.

- Or, en parallèle, la société Dassault a vendu un ensemble de Mirage 2000 à Taïwan avec leur armement de missiles Matra de type MICA. (Affaire des mirages de Taïwan)